# Liste der Finanzminister Österreich-Ungarns (1867–1918)
Nachfolgende Liste zeigt die Reichsfinanzminister bzw. gemeinsamen Finanzminister der Doppelmonarchie Österreich-Ungarns.
Nach dem österreichisch-ungarischen Ausgleich von 1867 hatte jede der beiden Reichshälften ihre eigene Regierung mit einem eigenen Finanzminister, den k.k. Finanzminister für Cisleithanien und den k.u. Finanzminister für Transleithanien. Von diesem Dualismus ausgenommen waren lediglich das k.u.k. Ministerium des kaiserlichen und königlichen Hauses und des Äußeren,  das k.u.k. Kriegsministerium (bis 1911 Reichskriegsministerium) und – zur Finanzierung von Außenpolitik, Armee und Marine – das Gemeinsame Finanzministerium, zuvor Reichsfinanzministerium, deren Leiter ohne Vorschlag eines Ministerpräsidenten vom Kaiser und König bestimmt wurden. Die Leiter der drei gemeinsamen Ministerien bildeten mit den Ministerpräsidenten beider Reichshälften den Ministerrat für Gemeinsame Angelegenheiten.
Das Reichsfinanzministerium hatte seinen Sitz im Questenbergpalais.
Da Ungarn per 31. Oktober 1918 die Realunion mit Österreich beendete, bestand vom 1. November 1918 an de facto keine Basis mehr für ein gemeinsames Finanzministerium. Die Provisorische Nationalversammlung für Deutschösterreich beschloss am 12. November 1918, dass die k.u.k. Ministerien aufgelöst werden. Der vom Kaiser am 4. November 1918 mit der zeitweiligen Leitung des Ministeriums beauftragte Sektionschef Paul Kuh-Chrobak hatte vom 12. November 1918 an die bis 1920 dauernde Liquidierung des Ministeriums unter der Aufsicht des deutschösterreichischen Staatsamtes der Finanzen zu leiten.

## Amtsträger
Als Reichsfinanzminister bzw. gemeinsamer Finanzminister der Doppelmonarchie – ab 26. Februar 1879 auch als Gouverneur zuständig für die Verwaltung des Kondominiums Bosnien und Herzegowina – amtierten:
- Franz Karl Becke: 24. Dezember 1867–15. Jänner 1870 (†)
- Friedrich Ferdinand von Beust: 15. Jänner 1870–21. Mai 1870 (interimistisch)
- Menyhért Lónyay: 21. Mai 1870–14. November 1871
- Gyula Andrássy: 14. November 1871–15. Jänner 1872 (interimistisch)
- Ludwig von Holzgethan: 15. Jänner 1872–12. Juni 1876 (†)
- Gyula Andrássy: 12. Juni 1876–14. August 1876 (interimistisch)
- Leopold Friedrich von Hofmann: 14. August 1876–8. April 1880
- József Szlávy: 8. April 1880–4. Juni 1882
- Benjámin Kállay: 4. Juni 1882–13. Juli 1903 (†, letzter Reichsfinanzminister)
- Agenor Gołuchowski der Jüngere: 14. Juli 1903–24. Juli 1903 (interimistische Leitung des Gemeinsamen Finanzministeriums)[4]
- István Burián: 24. Juli 1903–12. Februar 1912
- Leon Biliński: 12. Februar 1912–7. Februar 1915
- Ernest von Koerber: 7. Februar 1915–28. Oktober 1916
- István Burián: 28. Oktober 1916–2. Dezember 1916 (interimistische Leitung)
- Konrad zu Hohenlohe-Schillingsfürst: 2. Dezember 1916–22. Dezember 1916
- István Burián: 22. Dezember 1916–7. September 1918; seit 16. April 1918 Minister des Äußern und mit der Leitung des Gemeinsamen Finanzministeriums betraut
- Alexander Spitzmüller: 7. September 1918–4. November 1918
- Paul Kuh-Chrobak: 4. November 1918–1920, mit der zeitweiligen Leitung betraut, vom 12. November 1918 an: Leiter des Liquidierenden gemeinsamen Finanzministeriums